# Storvindeln
Storvindeln är en långsmal sjö i Sorsele kommun i Lappland och ingår i Umeälvens huvudavrinningsområde. Sjön är 35,9 meter djup, har en yta på 52,1 kvadratkilometer och befinner sig 341,1 meter över havet. Sjön genomflyts av Vindelälven.
Storvindeln är en så kallad storamplitudsjö, vilket innebär att de naturliga variationerna i vattenståndet är mycket stora, upp till fem meter. Stränderna är därför breda med en välutvecklad växtzonering.

## Delavrinningsområde
Storvindeln ingår i delavrinningsområde (729257-156046) som SMHI kallar för Utloppet av Storvindeln. Medelhöjden är 426 meter över havet och ytan är 218,76 kvadratkilometer. Räknas de 187 avrinningsområdena uppströms in blir den ackumulerade arean 2 899,52 kvadratkilometer. Vindelälven som avvattnar avrinningsområdet har biflödesordning 2, vilket innebär att vattnet flödar genom totalt 2 vattendrag innan det når havet efter 330 kilometer. Avrinningsområdet består mestadels av skog (70 procent). Avrinningsområdet har 53,28 kvadratkilometer vattenytor vilket ger det en sjöprocent på 24,3 procent.

## Fisk
I Storvindeln finns bland annat storskallesik.